# ستيف بورجوازي
ستيف بورجوازي (بالإنجليزية: Steve Bourgeois)‏ هو لاعب كرة قاعدة أمريكي، ولد في 4 أغسطس 1972 في لوتشر في الولايات المتحدة.

## وصلات خارجية
- ستيف بورجوازي على موقعبيزبول رفرنس.كوم (الدوري الرئيسي) (الإنجليزية)
- ستيف بورجوازي على موقعبيزبول رفرنس.كوم (الدوري الثانوي) (الإنجليزية)
- ستيف بورجوازي على موقع مشجعي الرسوم البيانية (الإنجليزية)